# Howard Gutman
Pour les articles homonymes, voir Gutman.
Howard William Gutman, né le 8 juillet 1956 dans le Bronx à New York, est un avocat et diplomate américain ambassadeur des États-Unis en Belgique de 2009 à 2013.
Il est nommé à ce poste par le président Barack Obama et est confirmé par le Sénat des États-Unis le 24 juillet 2009. Il entre en fonction le 31 août 2009 et est remplacé le 23 juillet 2013 par Denise Bauer,.

## Biographie
Diplômé de l'université Columbia en 1977 et de la Harvard Law School en 1980, il est l’assistant spécial du directeur du FBI William H. Webster, se consacrant à l’anti-terrorisme et au contre-espionnage, et travaille pour le juge Potter Stewart à la Cour suprême des États-Unis, ainsi que pour le juge Irving L. Goldberg à la cour d’appel des États-Unis pour le cinquième circuit.
Membre du cabinet d’avocats Williams & Connolly basé à Washington, D.C., il gère au cours de ses 26 ans au sein de ce cabinet juridique toute la gamme de procès, enquêtes, et autres missions d’assistance légale.
Épinglé comme un des meilleurs avocats de Washington par le magazine Washingtonian en décembre 2004 et décembre 2007 et repris dans de nombreuses listes de « super avocats » ayant reçu divers prix, il se spécialise sur le vaste éventail de litiges commerciaux, que cela concerne des titres, des contrats, des dossiers antitrust, bancaires, immobiliers, de propriété intellectuelle, d’assurance, de droit international, ou des conflits entre associés. Il représente également les plus prestigieux cabinets juridiques et bureaux comptables américains dans des dossiers  de négligence ou de conflits entre partenaires et a représente des corporations, des syndicats, et des personnes physiques dans une série d’enquêtes ou de procès de criminalité en col blanc à haute visibilité, et ce devant des tribunaux fédéraux ou d’État à travers tous les États-Unis, devant des agences de régulation, ou devant des tribunaux étrangers.
Il assiste la campagne d’Al Gore en 2000 lors du litige post-électoral, et est aussi le conseiller d’une série de candidats du parti démocrate à tous les échelons de la vie politique américaine. Il participe à la campagne 2008 du Président Obama, se consacrant aux circonscriptions, aux médias, et à la collecte de fonds, et est membre du Obama Presidential Inauguration Committee. 
Il a participé à de nombreux programmes radio et TV, étant fréquemment invité sur le Fox News Network durant la campagne présidentielle de 2008. Il a aussi joué dans plusieurs épisodes de la série K Street sur HBO, jouant, sans réelle surprise, le rôle d’un avocat de Washington, et tenu un rôle dans quelques films, jouant l’avocat de Tim Robbins dans Noise et le père d’un collégien dans la version 2009 de Fame.
Il est rédacteur du magazine Litigation depuis plus de 24 ans et un membre actif de la section procès de l’American Bar Association. Il est membre du conseil d’administration de la Washington Hebrew Home à Rockville dans l’État du Maryland.

## Référence
1. ↑  La Belgique accueille une nouvelle ambassadrice des États-Unis, sur dhnet.be.
2. ↑  « La nouvelle ambassadrice des Etats-Unis en Belgique est arrivée », lalibre.be.